# Sean Biggerstaff
Sean Biggerstaff (Glasgow; 15 de marzo de 1983) es un actor escocés conocido por interpretar a "Oliver Wood" en la saga de Harry Potter.

## Biografía
Hijo de un bombero y una educadora, nació en el seno de una familia escocesa de clase media en la ciudad de Glasgow. Tiene una hermana menor, Jenny, nacida en el año 2000.
Su gran debut profesional fue con la compañía "Scottish Youth Theatre" a la edad de diez años en la aclamada producción de Michael Boyd Macbeth en el Teatro Tron de Glasgow.
Además, fue guitarrista del grupo de música Crambo.
Es más conocido por su aparición en las películas Harry Potter y la piedra filosofal y Harry Potter y la cámara secreta como Oliver Wood. Su primera película fue dirigida por Alan Rickman (al que dedicó una carta en Twitter el día de su fallecimiento), llamada The Winter Guest, donde hace el papel de un niño llamado Tom.
Además, trabajó en Cashback, un cortometraje del año 2004 que fue nominado al Premio Óscar al mejor cortometraje. Biggerstaff interpreta a Ben, el personaje principal, un joven estudiante de Bellas Artes con mucho talento que padece de insomnio y que trabaja en el turno de noche de un supermercado. El cortometraje tuvo tanto éxito que se volvió a rodar, esta vez como largometraje, en 2006, bajo el mismo título.
Biggerstaff también participó en las series de televisión The Crow Road y Charles II, de la BBC, y en la obra de teatro de Sharman Macdonald Girl With Red Hair.
Volvió a interpretar a Oliver Wood en Harry Potter y las Reliquias de la Muerte: parte 2 en 2011. 
Biggerstaff conoció a su novia, Gaia Weiss, durante el rodaje de la película de 2013 Mary, Queen of Scots.

## Filmografía

### Cine y televisión
- 1996 - The Crow Road (serie. BBC.- Joven Darren)
- 1997 - The Winter Guest (Largometraje.- Tom)
- 2001 - Harry Potter y la piedra filosofal (Largometraje.- Oliver Wood)
- 2002 - Harry Potter y la cámara secreta (Largometraje.- Oliver Wood)
- 2003 - Charles II: The Power & the Passion (Serie TV.- Henry, Duque de Gloucester)
- 2004 - Cashback (Corto.- Ben Willis)
- 2006 - Cashback (Largometraje.- Ben Willis)
- 2007 - Consenting Adults (Serie TV.- Jeremy Wolfenden)
- 2008 - Marple: Why Didn't They Ask Evans? (Serie de TV.- Bobby Attfield
- 2008 - Hippie Hippie Shake (Largometraje)
- 2011 - Harry Potter y las Reliquias de la Muerte: parte 2  (como Oliver Wood)
- 2013 - Mary, Queen of Scots (como James Hepburn, Conde de Bothwell)
- 2016 - Whisky Galore! - Sargento Odd